# Экономика Московской области

Динамика индексов промышленного производства Московской области и России в 1991—2010 годах, в процентах от уровней 1991 года

Экономика Московской области — 4-я экономика среди субъектов Российской Федерации по объёму валового регионального продукта, размер которого за 2016 год составил 3,087 трлн рублей.

## Промышленность

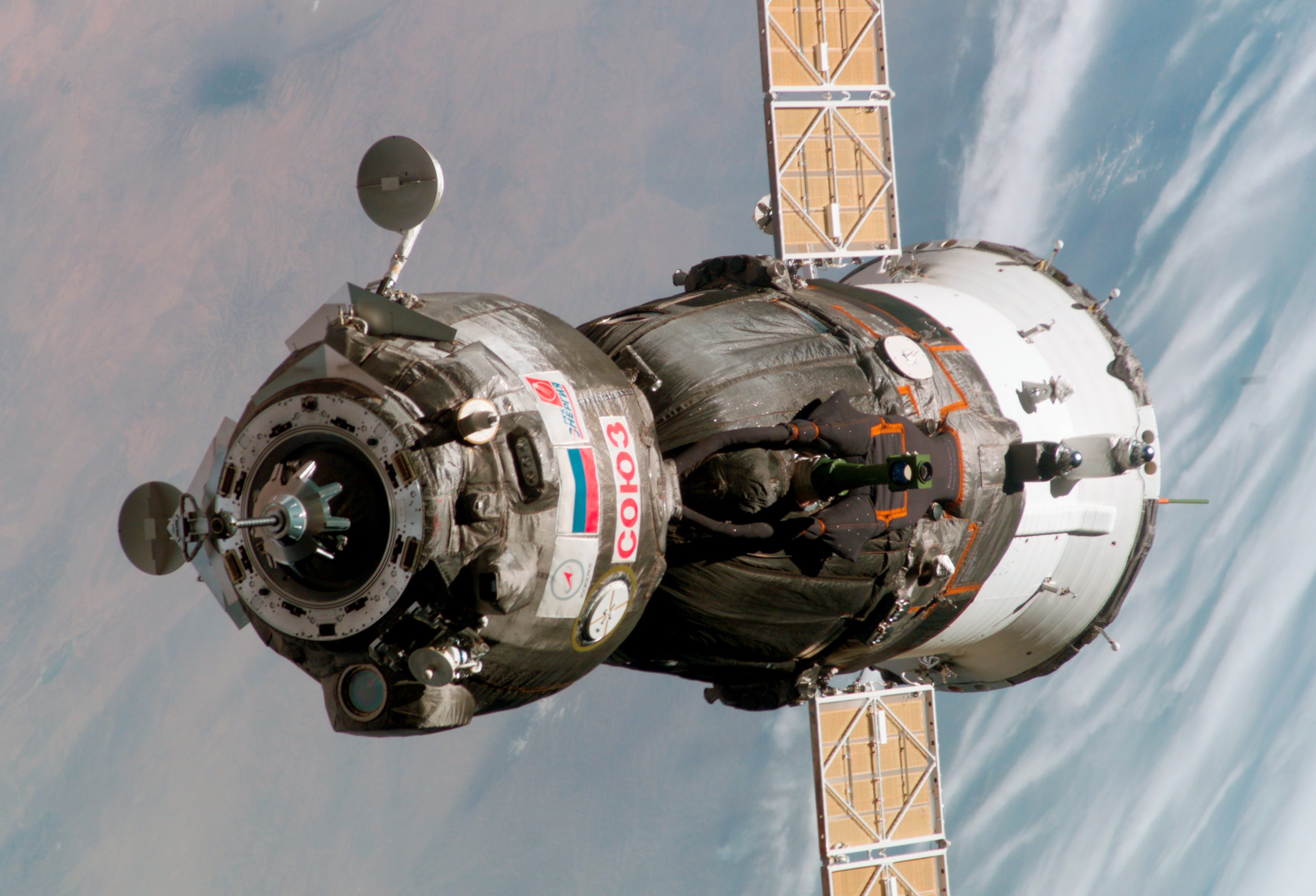
«Союз ТМА-6» разработанный в РКК Энергия

По объёму промышленного производства Московская область занимает среди регионов России второе место (после Москвы). Промышленность региона использует преимущественно привозное сырьё; она основывается на мощной научно-технической базе и высококвалифицированных трудовых ресурсах; тесно связана с промышленностью Москвы.
Развиты машиностроение, металлообработка, промышленность строительных материалов, производство потребительских товаров. В царской России ведущей отраслью являлась лёгкая промышленность (на неё приходилось свыше 35 % валового промышленного производства области). Были развиты художественные промыслы (гжельская керамика, жостовские подносы, федоскинская лаковая миниатюра, игрушечный промысел).

### Машиностроение и металлообработка
Производится оборудование тепловой и ядерной энергетики (ЗиО-Подольск), ядерного топлива (Электросталь — «ТВЭЛ» (компания); космическая и ракетная техника (Королёв — «Энергия» (РКК), Химки — НПО Лавочкина, Реутов — ОАО "ВПК «НПО машиностроения», Дзержинский — ФЦДТ «Союз» — разработка твердого ракетного топлива и т.д, Дзержинский — МКБ «Горизонт» — силовые установки для воздушных судов и т.д; магистральные тепловозы (Коломенский завод), вагоны метро (Мытищи — Метровагонмаш), электропоезда (Демиховский машиностроительный завод); автомобили (Серпуховский автомобильный завод|СеАЗ), автобусы (Ликино-Дулёво — Ликинский автобусный завод, Голицыно и Яхрома); сельскохозяйственные машины, экскаваторы и краны (Люберцы, Дмитров, Балашиха); высококачественные стали (Электросталь); оборудование лёгкой промышленности (основные центры — Коломна, Климовск, Подольск); кабели (Подольск); оптические приборы (Красногорский завод им. С. А. Зверева, Лыткаринский завод оптического стекла).
На территории области особая концентрация предприятий оборонного комплекса (Российский центр демонстрации вооружения, военной техники и технологий в Красноармейске, Камов (ОКБ), Звезда (НПП), Государственный научно-исследовательский институт авиационных систем, Фазотрон-НИИР, Базальт (предприятие), Краснозаводский химический завод, Факел (конструкторское бюро), МКБ Радуга, Научно-исследовательский институт приборостроения имени В. В. Тихомирова, Московский научно-исследовательский институт «Агат», Долгопрудненское научно-производственное предприятие, РАТЕП и многие другие).
|                             |  |                                                                                    |  |                                          |
| ЛиАЗ-5292 производства ЛИАЗ |  | Топливные элементы для ядерных реакторов, производятся на «Элемаше» (Электросталь) |  | Ка-52 «Аллигатор» производства ОКБ Камов |

|                                  |  |                                             |  |                                          |
| Тепловоз ТЭП70БС производства КЗ |  | Автомотриса РА-2 производства Метровагонмаш |  | Электропоезд ЭД4МКМ-АЭРО производства ДЗ |

### Химическая промышленность
Химическая промышленность работает в основном на привозном сырье. Производятся кислоты (Щёлково), минеральные удобрения (Воскресенск — производственные объединения «Фосфаты» и «Минудобрения»), синтетическое волокно (Серпухов и Клин), пластмассовые изделия (Орехово-Зуево), лаки и краски (Сергиев Посад, Одинцовский лакокрасочный завод), фармацевтические изделия (Старая Купавна), Глицерин  Глицероловый дистилят (Софрино), Дзержинский — ФЦДТ «Союз» — производство продукции для пожаротушения, как типа «земля — земля», так и «воздух — земля», производство разметки для дорожного полотна и т. д.

### Промышленность строительных материалов
Действуют цементные производства в Воскресенске и Коломне (Щуровский цементный завод), фаянсово-фарфорные в Ликине-Дулёве (Дулёвский фарфоровый завод) и Вербилках, завод сухих строительных смесей в Красногорске и множество керамических производств. Развита деревообрабатывающая промышленность (в Бронницах, Шатуре и др). С ростом спроса особый импульс получило производство бетона. Производится добыча фосфоритов, торфа, глин, песков, щебня и гравия.

### Лёгкая промышленность
Лёгкая промышленность начала развиваться в окрестностях Москвы уже в XVIII веке. Таким образом, лёгкая промышленность — старейшая промышленная отрасль в регионе. Сохранилось хлопчатобумажное (в городах Егорьевск, Ногинск, Орехово-Зуево) и шерстяное (в городах Павловский Посад, Пушкино) производства. Производятся также трикотажные изделия (в Ивантеевке, Дмитрове). Шёлковое производство в Наро-Фоминске прекратилось.

### Производство потребительских товаров
В Московской области находится большое количество предприятий, производящих потребительские товары. В число крупнейших входят производства Danone, Oriflame, Avon и других компаний.

## Энергетика
По состоянию на начало 2021 года, на территории Московской области эксплуатировались 25 электростанций общей мощностью 5593,6 МВт, в том числе одна гидроаккумулирующая электростанция, 11 гидроэлектростанций и 13 тепловых электростанций. В 2019 году они произвели 20 274 млн кВт·ч электроэнергии. Крупнейшими электростанциями являются Шатурская ГРЭС (1493 МВт), ТЭЦ-22 (1320 МВт), ТЭЦ-27 (1060 МВт), пиковые Загорская ГАЭС (1200 МВт) и Электрогорская ГРЭС (532 МВт). Основным энергетическим проектом региона является строительство Загорской ГАЭС-2 мощностью 840 МВт.
Электроэнергодефицит области покрывают ЛЭП магистральных направлений: «Москва — Санкт-Петербург», «Москва — Костромская ГРЭС», «Москва — Жигулёвская ГЭС» и «Москва — Волжская ГЭС»; электроэнергетическое кольцо (частично расположенное в области) и широкая сеть внутренних линий.
Регион является крупным потребителем энергоресурсов, в 1999 году поставлено:
- Природного газа — 15,4 млрд м³,
- Нефтепродуктов — 3,32 млн т,
- Угля — 2,13 млн т,
- Электроэнергии — 8,5 млрд кВт·ч.

## Сельское хозяйство
На территории Московской области ведётся сельское хозяйство, представленное как растениеводством, так и животноводством. В сельском хозяйстве используется около 40 % территории Московской области; наименее освоены сельским хозяйством северные, восточные и западные окраинные районы. Большинство сельскохозяйственных предприятий расположено в районах в радиусе 30—100 км от Москвы. В южной части области, особенно к югу от Оки, в сельском хозяйстве используется более 50 % земель. Сельское хозяйство имеет преимущественно пригородную специализацию.
По итогам 2020 года стоимость продукции сельского хозяйства Московской области составила 118,9 млрд рублей, из них продукция растениеводства — 59,4 млрд рублей, продукция животноводства — 59,5 млрд рублей. Индекс производства — 101,1 %. Стоимость продукции сельско-хозяйственных организаций — 83,1 млрд рублей, из них продукция растениеводства — 32,7 млрд рублей, продукция животноводства — 50,4 млрд рублей.
На ПМЭФ-2021 подписано 13 соглашений о реализации инвестиционных проектов в агропромышленном комплексе Московской области на сумму более 50 млрд рублей.

### Животноводство
Животноводство главным образом направлено на производство молока и мяса. По производству молока область занимает одно из самых высоких мест в стране (2010 год — 9-е, 769,4 тыс. т). В 2020 году валовое производство молока в хозяйствах всех категорий Подмосковья составило 710 тыс. тонн.
На 01.01.2021 в хозяйствах всех категорий поголовье КРС 207,6 тыс. голов (+0,4 %), из них 97,8 тыс. голов коров (+2,7 %).
По состоянию на февраль 2021 года в сельхозорганизациях и фермерских хозяйствах 86 646 голов коров. Прирост относительно аналогичного периода прошлого года составляет 6 %, когда общее число поголовья составляло 81 555 голов. Молочная продуктивность коров в Московской области увеличилась с 7,3 тыс. кг на одну корову в 2020 году до 7,7 тыс. килограммов в 2021 году.
В 2020 году производство молока выросло на 3,4 % и составило 702 тыс. тонн.
Из истории: в 2013 году в сельскохозяйственных предприятиях Московской области получена продуктивность 6 240 кг молока от коровы, валовое производство молока за год составило 582,0 тысячи тонн, во всех категориях хозяйств произведено — 642,3 тысячи тонн.
По итогам бонитировки за 2020 год средняя продуктивность на корову составила 8055 кг молока, что на 345 кг больше 2019 года, с содержанием жира 4,11 % и белка 3,37 %.
В основном содержится скот голштинской, черно-пестрой, холмогорской и айрширской пород, на долю поголовья которых приходится 99,2 %. Также разводится крупный рогатый скот джерсейской, костромской, ярославской и монбельярдской пород..

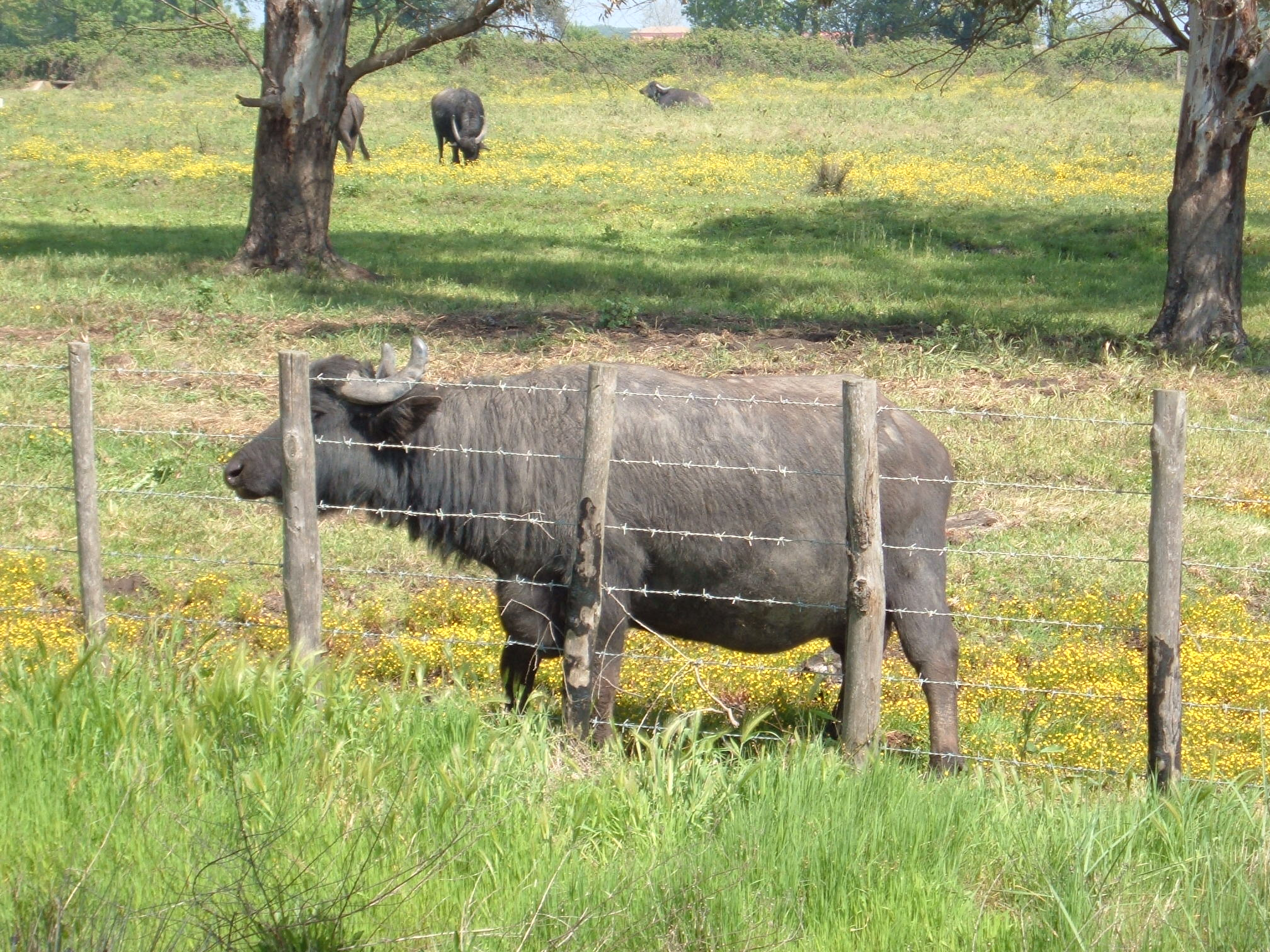
Итальянский средиземноморский буйвол

В августе 2020 года в государственный племенной регистр внесены четыре животноводческих предприятия по разведению крупного рогатого скота Голштинской породы и Племзавод «Ульянино» Раменского г.о — племенной репродуктор по разведению крупного рогатого скота Джерсейской породы. В апреле 2021 года утверждены ставки субсидий на поддержку племенного животноводства.
В 2022 году в Московскую область должны будут завезти две тысячи буйволов. Из буйволиного молока планируется производить уникальные и итальянские продукты — моцареллу, буррату и прочие сыры.
Поголовье свиней в сельскохозяйственных организациях в 2021 году увеличилось на 6,3 % по сравнению с 2020 годом и составило 337,5 тысяч голов.
Козоводство — одно из самых любимых фермерских занятий в Подмосковье. К октябрю 2018 года поголовье коз увеличилось на 2,4 % по сравнению с октябрём 2017 года и составляло более 65 тысяч голов. Из них 34,5 тысяч голов содержалось в личных подсобных хозяйствах, остальные в равных долях содержались в фермерских хозяйства и в сельскохозорганизациях. Валовое производство козьего молока в подмосковных хозяйствах всех категорий с января по октябрь 2018 года составило 40 тыс. тонн.

#### Рыбоводство
В водоёмах региона распространено рыбоводство, крупнейшие хозяйства расположены в Егорьевском районе на Цнинских прудах, на Бисеровских прудах в Ногинском районе, Нарских прудах в Одинцовском, а в Дмитровском районе в посёлке Рыбное расположен рыбохозяйственный институт разводящий как рыбу, так и живую икру и личинки[страница не указана 1470 дней].

### Растениеводство
Растениеводство характерно преимущественно для южной части области.
Бо́льшая часть посевных площадей (свыше 3/5) занята кормовыми культурами. Большие площади (преимущественно на юге и юго-востоке области) отведены под посевы зерновых: пшеница, ячмень, овёс, рожь. Значительную роль в растениеводстве региона играет картофелеводство. Распространено тепличное овощеводство. Выращиваются также цветы, грибы (шампиньоны и др.)
Одно из направлений, которое развивает Подмосковье — садовая земляника, клубника, ежевика. На 2021 год в регионе уже 187 гектаров под ягоды. Производится около 1200 тонн этого продукта. За два года область должна стать лидером. В 2021 году запускается пять новых инвестиционных проектов, в следующем — планируется ещё столько же. В планах ввести ещё порядка 380 гектаров, увеличить производство ягод до 10 тысяч тонн. По голубике — это будет канадский сорт, который растет до двух метров, с одного куста собирают по шесть килограммов ягод.
В 2022 году  были собраны рекордные 680 тыс. т зерновых и зернобобовых (в 2021 году – 469  тыс. т), сбор масличных установил рекорд в 84 тыс. т (в 2021 году – 64 тыс. т). По овощам открытого грунта (336 тыс. т) и картофелю (400 тыс. т) Московская область заняла 2 место в ЦФО. За 2022 год в оборот вводится 44 тыс. га неиспользуемых сельхозземель.
По сельскому хозяйству болезненный удар нанёс кризис 1990-х годов, из которого регион не может выбраться до сих пор. Многие земли, занятые ранее под культуры и пастбища, сегодня выведены из оборота. Посевные площади сельскохозяйственных культур сократились с 1224 тыс. га в 1990 году до 551 тыс. га в 2010 году. В 2010 году объёмы производства зерна составили 172,2 тыс. тонн, валовой сбор картофеля — 527,9 тыс. тонн, овощей — 493 тыс. тонн.

#### Тепличное хозяйство
Распространено тепличное овощеводство, например, в г. Московский имеется крупнейший в Европе тепличный комплекс. Выращиваются также цветы, грибы (шампиньоны и др).

## Торговля и сфера услуг

### Торговля

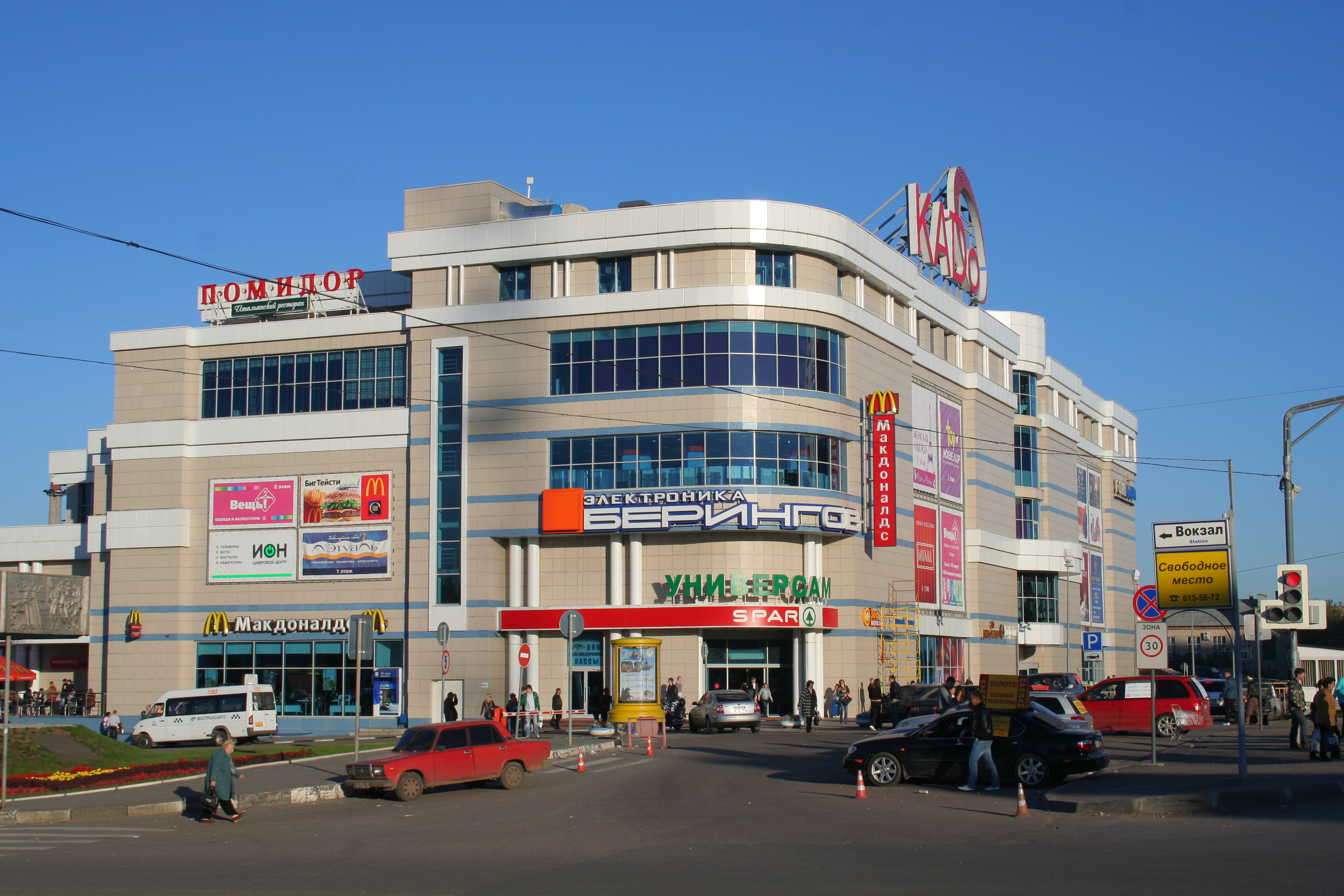
Торговый центр в Коломне

В Московской области хорошо развита торговля. В течение 2000-х годов шёл процесс активного развёртывания землеёмких форм крупного торгового бизнеса на прилегающих к МКАД территориях Московской области; был построен ряд крупных (площадью до 50 тыс. м22) торговых центров сетей ИКЕА, Metro AG, Ашан и др. Сетевая торговля вообще развита в области хорошо — в большинстве районных центров действуют магазины крупных сетей «Пятёрочка», «Магнит» и др. Офисы многочисленных фирм, оказывающих разнообразные услуги, ориентированные на населения Москвы и области, расположились в ближайших в Москве районах. Активное развитие потребительского рынка продолжается; так, за 2005—2010 годы объём розничной торговли вырос в 1,9 раза, при этом по объёму розничной торговли и платных услуг населению область является одним из лидеров в Российской Федерации, стабильно занимая 2-е и 3-е места. Одной из характерных тенденций динамики потребительского рынка является изменение его структуры: место объектов мелкорозничной торговли занимают крупные сетевые магазины (доля объёмов продаж в таких магазинах в 2010 году была уже заметно выше среднероссийской), но при этом в плотно застроенных жилых районах продолжают открываться небольшие магазины «шаговой доступности». В сфере общественного питания стоит отметить активное развитие сетей предприятий быстрого питания. В 2009 году на потребительском рынке произошёл небольшой спад объёмов продаж, однако уже в 2010 году был отмечен рост показателей потребительского рынка. Одной из крупных проблем потребительского рынка является значительное количество нелегальных объектов торговли.
Внешнеторговый оборот Московской области в 2017 году составил 30 185,8 млн. долларов США, увеличившись по сравнению с предыдущим годом на 28,8 %. Экспорт товаров из Московской области составил 6 556,0 млн долларов США (рост относительно 2016 г. на 39,6 %), в том числе в государства СНГ — 3 244,1 млн долларов США (рост на 43,9 %), страны дальнего зарубежья — 3 311,9 млн долларов США (рост на 35,6 %). Импорт товаров в Московскую область составил 23 629,8 млн долларов США (рост относительно 2016 года на 26,1 %), в том числе из государств СНГ — 2 397,4 млн долларов США (рост на 53,3 %), стран дальнего зарубежья — 21 232,4 млн долларов США (рост на 23,%) . По сравнению с 2016 годом отрицательное сальдо торгового баланса Московской области (то есть импорт преобладает над экспортом) выросло на 3 034,4 млн долларов США (или на 21,6 %) и сложилось в размере 17 073,8 млн долларов США.

### Туризм
Область обладает также развитой туристической индустрией; в 2010 году на территории субъекта действовало свыше 600 турфирм, а объём платных туристических услуг населению превысил один миллиард рублей. По объёму платных туристических услуг лидируют городские округа Химки и Домодедово, а также Истринский, Красногорский и Одинцовский районы. Важнейшей проблемой туристической сферы в Московской области является недостаточное развитие туристической инфраструктуры — в частности, недостаточное количество объектов питания, хороших подъездных путей к достопримечательностям, малое использование историко-культурного потенциала исторических городов Московской области в целях туризма.

### Связь и СМИ

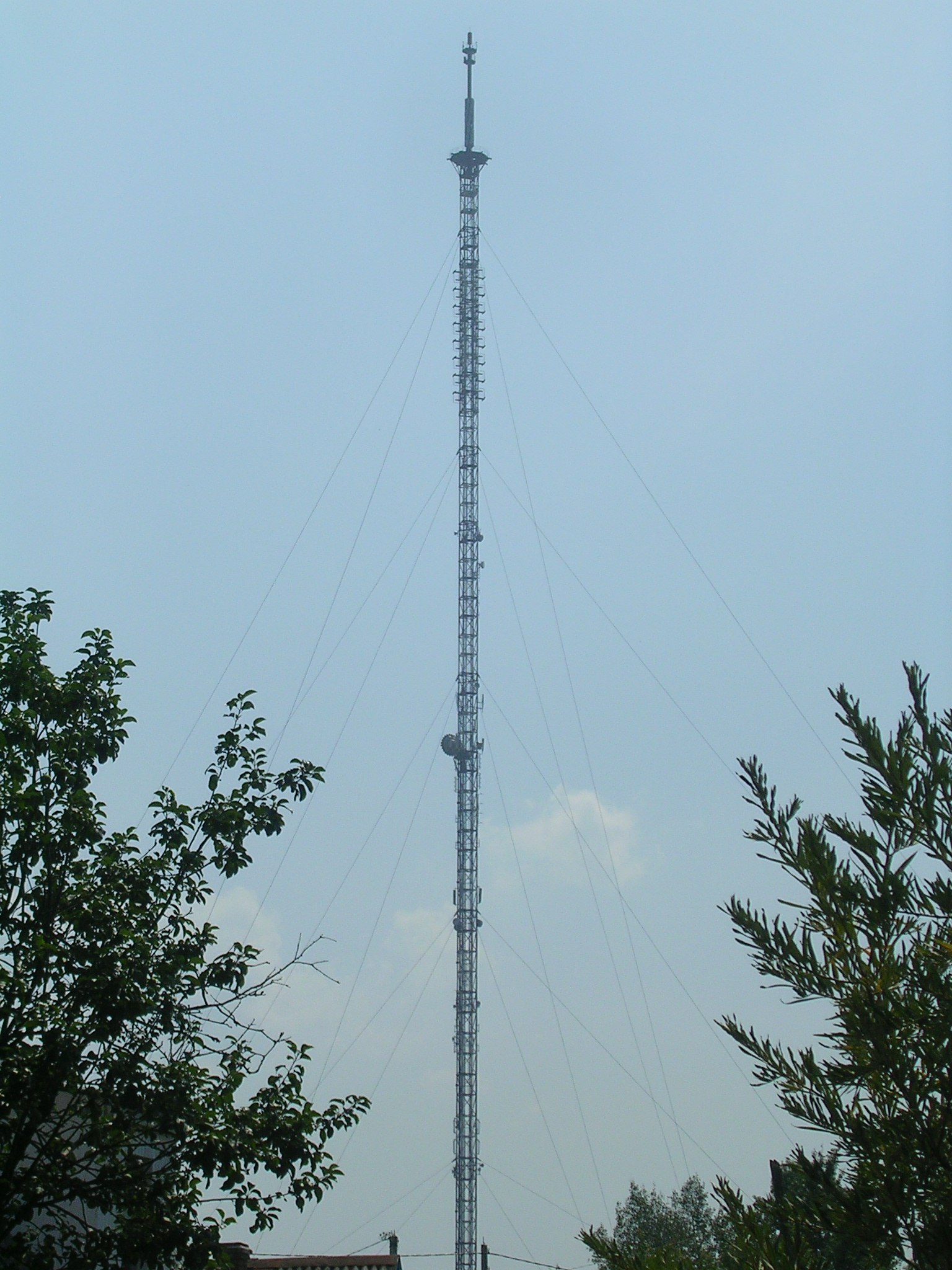
Мачта шатурского радиоцентра

Основная часть области охвачена передатчиками Останкинской башни. Кроме того расположено несколько крупных радиоцентров: Балашихинский, Талдомский, Шатурский, Зарайский, Волоколамский, Электростальский, Щёлковский и Лесной, вещающие собственные наборы радио- и телеканалов. Помимо центральных каналов в области вещается телеканал «360° Подмосковье» и радио РТВ-Подмосковье. В ограниченном охвате вещают местные радио и телевизионные каналы.
Крупнейший оператор фиксированной связи — Ростелеком, действуют также многочисленные операторы широкополосного доступа. Регион полностью охвачен мобильной связью, в субъекте работает свыше двухсот коммерческих операторов связи.
На территории области действует свыше 50 информагентств, практически в каждом районном центре печатаются местные муниципальные, общественные и рекламные газеты (в 2011 году выпускалось 57 газет и 16 журналов).
Доставка периодики и корреспонденции осуществляется с помощью почтовых отделений области — 21 почтамт и 1,1 тыс. почтовых отделений (обеспеченность населения отделениями почтовой связи — 1,7 на 10000 жителей). В Московской области был открыт первый в России автоматизированный сортировочный почтовый центр, расположенный в Львовский районе Подольска и имеющий мощность до 3 млн почтовых отправлений в день.

## Транспорт

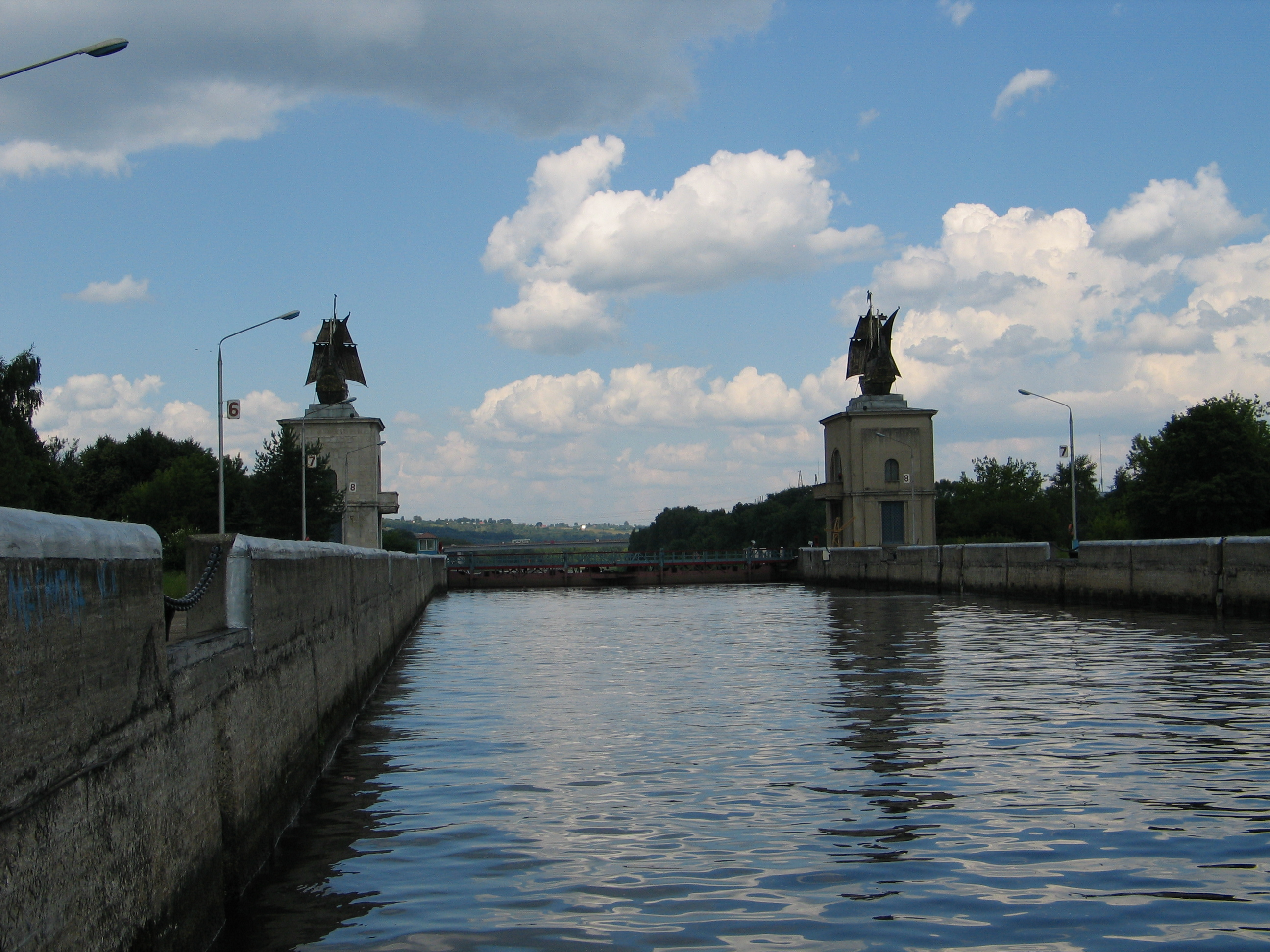
Шлюз на канале имени Москвы в районе Яхромы

Московская область имеет весьма обширную транспортную сеть, включающую автомобильные и железные дороги, водные пути по крупнейшим рекам, озёрам и водохранилищам, Структура наземных линий представляет собой ряд магистралей, расходящихся от Москвы во всех направлениях и соединённых кольцами. По территории области проходят два кольца автомобильных дорог и Большое кольцо Московской железной дороги.
Однако, несмотря на свои масштабы, транспортная сеть региона развита недостаточно и не отвечает современным требованиям. Ни железные, ни автомобильные дороги, построенные в большинстве своём много лет назад, не справляются с постоянно нарастающими транспортными потоками. В условиях массового характера маятниковой миграции общественный транспорт остаётся сильно перегруженным. Недостаточная ширина автомобильных дорог, частые ремонты являются причиной многочисленных пробок. В последние годы около половины автодорог региона работает в условиях перегрузки, три четверти — не соответствует нормативным требованиям по транспортно-эксплуатационным показателям.

### Железнодорожный
На территории области располагается крупнейший в России и бывшем СССР Московский железнодорожный узел (от Москвы расходятся 11 радиальных направлений; протяжённость железных дорог общего пользования достигает 2700 км; плотность железных дорог является наибольшей в России). Железные дороги большей частью электрифицированы. Почти полностью на территории Московской области расположено Большое железнодорожное кольцо, соединяющее все радиальные направления. Крупнейшая сортировочная станция области — Орехово — находится на Большом кольце.

### Водный
Регулярное судоходство — по рекам Волге, Оке и Москве, а также по каналу имени Москвы. Крупнейшие речные порты — Серпухов и Коломна.

### Воздушный
В Московской области — три крупных пассажирских аэропорта, имеющих статус международных — Шереметьево (с четырьмя терминалами), Домодедово и Внуково. Действует аэропорт совместного базирования Остафьево, аэропорт Быково в настоящее время закрыт и используется только как посадочная площадка для вертолётов МЧС и МВД РФ. Крупнейший военный аэродром — Чкаловский (близ города Щёлково), кроме военных способен принимать и гражданские рейсы (имеется полная инфраструктура, в конце 1990-х осуществлялись чартерные перевозки).

### Трубопроводный
Хорошо развит трубопроводный транспорт; в пределах области расположены два кольцевых распределительных газопровода и множество магистральных газопроводов, соединяющих Москву с крупнейшими газодобывающими районами страны. Два нефтепровода («Рязань—Москва» и «Ярославль—Москва»). Кольцевой нефтепродуктопровод с 11 наливными станциями и нефтепродуктопровод «Рязанский НПЗ—Москва».

### Автомобильный
Значительна и плотность автомобильных дорог на территории области. Протяженность дорог с твёрдым покрытием — около 14 тыс. км. 10 радиальных направлений связаны Московской кольцевой автомобильной дорогой, а также двумя кольцами (А107 и А108). На базе двух колец планируется строительство Центральной кольцевой автомобильной дороги. Пассажирскими автоперевозками в Московской области занимаются ГУП МО «Мострансавто», ООО «Автотрэвэл».

### Основные дороги
- Минское шоссе M1 «Беларусь» Москва — Минск E 30, AH8, M1
- Симферопольское шоссе M2 «Крым» Москва — Белгород E 105 M-18, M-20
- Киевское шоссе М3 «Украина» Москва — Калуга — Брянск — на Киев E 101, M-02
- Каширское шоссе M4 «Дон» Москва — Ростов-на-Дону E 115, E 592 E 97
- Рязанское шоссе M5 «Урал» Москва — Челябинск E 30, AH6, AH7
- Каширское шоссе M6 «Каспий» Москва — Волгоград — Астрахань (1383 км) E 119, E 40, AH8
- Нижегородское шоссе M7 «Волга» Москва — Уфа E 22, E 017
- Ярославское шоссе М8 «Холмогоры» Москва — Архангельск E 115
- Новорижское шоссе M9 «Балтия» Москва — Рига E 22, A12
- Ленинградское шоссе М10 «Россия», «Скандинавия» Москва — Тверь — Великий Новгород — Санкт-Петербург E 105, E 18
- Можайское шоссе А100 Москва — Бородино
- Калужское шоссе А101 Москва — Троицк — Обнинск — Калуга P43
- Щелковское шоссе A103 Москва — Щелково — Черноголовка
- Дмитровское шоссе А104 Москва — Дубна
- Московское Малое Кольцо A107
- Московское Большое Кольцо A108
- Волоколамское шоссе Москва — Красногорск — Нахабино — Волоколамск
- Егорьевское шоссе Р105 Москва — Касимов P124
- Пятницкое шоссе Р111 Москва — Солнечногорск
- Рогачёвское шоссе Р113 Лобня — Рогачёво
- Носовихинское шоссе Москва — Ликино-Дулево
- Варшавское шоссе Москва — Подольск — Обнинск — Рославль
- Боровское шоссе Москва — Внуково
- Рублево-Успенское шоссе
- Дзержинское шоссе Дзержинский — Котельники — Новорязанское шоссе
- Осташковское шоссе Москва-Мытищи

## Областной бюджет
Бюджет Московской области на 2010 год, после корректировки Думой 11 ноября 2010 года составил:
- доходы — 232,4 миллиардов рублей
- расходы — 241,9 миллиардов рублей

Дефицит бюджета — 9,5 миллиардов рублей.
Согласно тогда же утверждённому бюджету на 2011 год, доходы Московской области в следующем году превысят 237 миллиардов рублей, а расходы составят около 227 миллиардов рублей. Таким образом ожидается профицит 9,8 миллиардов рублей.
Бюджет Московской области традиционно характеризовался высокой долговой нагрузкой (общий долг ▼~97 млрд руб. 2013 год). Следствием этого стали финансовые проблемы области в месяцы, последовавшие за финансовым кризисом конца 2008 года. В этот период область не исполнила обязательства поручительства по облигациям ряда её дочерних компаний, а также, по некоторым сведениям, по кредитам некоторым российским банкам. Впоследствии область выполнила все свои обязательства при поддержке Правительства РФ.

## Инвестиции
В 2009 году объём прямых иностранных инвестиций на душу населения в Московскую область составил $319 на душу населения, что почти в три раза превысило аналогичный показатель в среднем по России.

## Доходы населения
В 1990 году среднедушевые денежные доходы населения Московской области составляли 196 руб./мес. (91 % от среднероссийского уровня), в 1999 году — 1463 руб./мес. (88 % от среднероссийского уровня), в 2009 году — 20754 руб./мес. (123 % от среднероссийского уровня).
Средняя номинальная начисленная заработная плата в Московской области в 2009 году составила 23342 руб./мес. (125 % от среднероссийского уровня).
Средний размер назначенных пенсий в Московской области по данным на 1 октября 2010 года составляет 8110 руб./мес.
Доля населения с доходами ниже прожиточного минимума — 10,1 % (2009 год).